# Albert Hendrickx

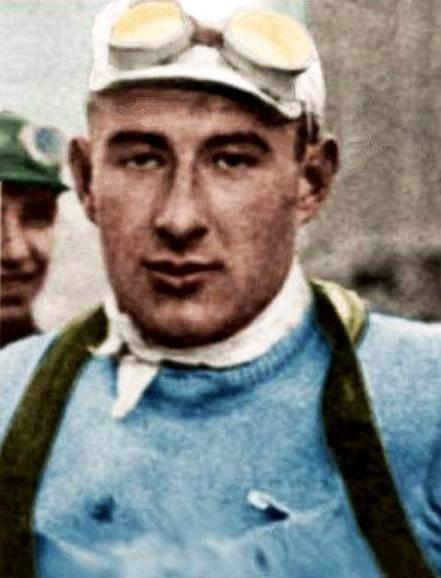
Albert Hendrickx

Albert Hendrickx (* 19. Juli 1916 in Kalmthout; † 13. Mai 1990 in Hasselt (Belgien)) war ein belgischer Radrennfahrer.

## Sportliche Laufbahn
Hendrickx wurde 1935 Berufsfahrer im Radsportteam Alcyon-Dunlop und blieb bis 1950 als Radprofi aktiv. Seinen ersten Sieg holte er im Eintagesrennen Antwerpen–Gent–Antwerpen 1937. 1938 gewann er Paris–Belfort und eine Etappe der Belgien-Rundfahrt, 1940 den Omloop der Vlaamse Gewesten. 1948 siegte er im Distanzrennen Paris–Brest–Paris über rund 1.200 Kilometer. Wien–Graz–Wien gewann er 1949 vor Rudi Valenta.
Zweite Plätze holte Hendrickx 1937 in den Rennen Paris–Roubaix hinter Jules Rossi, Paris–Brüssel 1939 hinter Frans Bonduel und Paris–Belfort 1939, Circuit des régions flamandes 1941 und Lüttich–Bastogne–Lüttich 1946.
Die Tour de France fuhr er dreimal. 1936 wurde er 31., 1939 26.  der Gesamtwertung, 1937 schied er aus.